# موسى بيليتي
موسى بيليتي (مواليد 6 أبريل 1967) هو سياسي ورجل أعمال ليبيري. شغل عدة مناصب حكومية في عهد الرئيسة إلين جونسون سيرليف، كما تولى رئاسة الاتحاد الليبيري لكرة القدم بين عامي 2010 و2018. ترشح لرئاسة الاتحاد الدولي لكرة القدم (فيفا) في انتخابات عام 2016، لكنه استُبعد بعد فشله في اجتياز فحص النزاهة. وفي عام 2019، فرض الفيفا عليه حظرًا لمدة 10 سنوات عن أي أنشطة متعلقة بكرة القدم.
في عام 2016، انضم بيليتي إلى حزب الحرية، وأصبح رئيسًا للحزب في عام 2021. شهد الحزب خلال فترة رئاسته صراعات قيادية بارزة. وفي عام 2023، انتُخب بيليتي لعضوية مجلس النواب في ليبيريا. استقال من رئاسة وعضوية حزب الحرية في سبتمبر 2024.

## سيرته
ولد موسى حسن بيليتي في 6 أبريل 1967 في بلدة ساكليبيا، بمقاطعة نيمبا. والدته، مواسية دوله بيليتي، كانت تنتمي لعائلة مانو المرموقة. ينتمي بيليتي إلى عرقية الماندينغو ويعتنق الديانة الإسلامية. حصل على شهادة في الاقتصاد من جامعة صهيون الأسقفية الميثودية الأفريقية في مونروفيا عام 2008. يمتلك بيليتي عدة شركات، من بينها شركة الإعلام "رينيسانس كوميونيكيشنز"، التي تدير محطة إذاعة الحقيقة اف ام وقناة تلفزيون الواقع، وصحيفة النهضة. كما يمتلك شركة سريمكس، التي أصبحت بحلول عام 2015 أكبر شركة مستوردة للنفط في ليبيريا.

## حياته المهنية

#### المناصب الحكومية
كان بيليتي من أوائل المؤيدين لإلين جونسون سيرليف في انتخابات عام 2005. تقلد مناصب حكومية عديدة، منها في هيئة الموانئ الوطنية، وشركة المياه والصرف الصحي، وهيئة مطار ليبيريا. في عام 2013، وُجهت إليه اتهامات تتعلق بالتخريب الاقتصادي والمؤامرة الجنائية أثناء عمله في هيئة مطار ليبيريا، لكن التهم أُسقطت لاحقًا في عام 2015 لعدم كفاية الأدلة.

## النشاط الرياضي

#### رئاسة الاتحاد الليبيري لكرة القدم
انتُخب بيليتي رئيسًا للاتحاد الليبيري لكرة القدم في عام 2010، وأعيد انتخابه في عام 2014. خلال فترة رئاسته، عانى الاتحاد من أزمات مالية متكررة، بما في ذلك التأخير في دفع رواتب الموظفين.
في عام 2015، قدم ترشحه لرئاسة الفيفا ليصبح ثاني إفريقي يترشح لهذا المنصب. إلا أن اللجنة الانتخابية للفيفا استبعدته بسبب قضايا تتعلق بالنزاهة، منها تورطه السابق مع الاتحاد الإفريقي لكرة القدم (الكاف) وشركته المدانة بالتهرب الضريبي.

#### المناصب الرياضية الأخرى
شغل بيليتي منصب نائب رئيس اتحاد غرب أفريقيا لكرة القدم، وانتُخب عضوًا في اللجنة التنفيذية للاتحاد الإفريقي لكرة القدم (الكاف). في عام 2013، أُوقف عن ممارسة أنشطة كرة القدم لمدة ستة أشهر بعد اعتراضه على تعديلات في لوائح الاتحاد

## العمل السياسي

### رئيس حزب الحرية
استقال موسى بيليتي من حزب الوحدة في أكتوبر 2016، قرب انتهاء ولاية الرئيسة سيرليف، وانضم إلى حزب الحرية. في 23 يناير 2021، انتُخب رئيسًا للحزب خلفًا لستيف زارغو. في ذلك الوقت، كان يشغل منصب رئيس المجلس الاستشاري الوطني للحزب. يُعد بيليتي أول رئيس للحزب من قبيلة الماندينغو، وهو الحزب الذي ارتبط تاريخيًا بعرقية الباسا. أثار انتخابه اعتراض بعض الأعضاء المؤسسين للحزب، مثل الرئيس السابق أرونا فلاح وجيه ليمويل غباديو، الذين شككوا في نزاهته.
بحلول ديسمبر 2021، اندلع صراع داخلي في الحزب بين بيليتي والزعيم السياسي نيونبلي كارنجا لورانس، مما أدى إلى انقسام الحزب إلى فصيلين، كان فصيل كارنجا-لورانس هو الأكبر. قبل تولي بيليتي رئاسة الحزب، كان الحزب عضوًا مؤسسًا في التحالف السياسي المعروف باسم "الأحزاب السياسية المتعاونة".  
في مارس 2022، حاول فصيل كارنجا-لورانس فصل الحزب عن التحالف، لكن بيليتي نجح في إبقائه ضمن التحالف بصفته الرئيس الرسمي. مع انسحاب أغلب مكونات التحالف، بقي فصيل بيليتي والحزب البديل فقط، مما أدى إلى تعيينه رئيسًا للتحالف في أغسطس 2022.
أدت الخلافات حول قيادة الحزب ودستوره إلى نزاع قضائي انتهى بحكم من المحكمة العليا في أبريل 2023. رغم أن الحكم لم يكن حاسمًا في جميع الجوانب القانونية، اعتبر فصيل بيليتي القرار انتصارًا لهم.

### عضوية مجلس النواب
في انتخابات عام 2023، انتُخب موسى بيليتي عضوًا في مجلس النواب في ليبيريا، ممثلًا للمنطقة السابعة في مقاطعة نيمبا ضمن قائمة حزب الشعب الكمبودي. تمكن من هزيمة النائب الحالي روجر إس دبليو واي دوما. وفي أبريل 2024، تم حل حزب الشعب الكمبودي، ما دفع بيليتي للسعي للحصول على منصب رئيس مجلس النواب، مدعومًا من السيناتور الأمير جونسون. ومع ذلك، فاز جوناثان ف. كوفا بمنصب رئيس المجلس.
بحلول ديسمبر 2023، أعلن بيليتي رفضه لإنشاء محكمة خاصة بجرائم الحرب في ليبيريا، وفي فبراير 2024، قدم مشروع قانون إلى مجلس النواب لتعديل قوانين الجنسية. كان الهدف من المشروع إزالة القيود المفروضة على المواطنين المولودين في ليبيريا الذين حصلوا على جنسية مزدوجة من تولي مناصب منتخبة. وتم إقرار مشروع القانون بالإجماع في مجلس النواب بحلول سبتمبر 2024.
في سبتمبر 2024، استقال بيليتي من منصبه كرئيس وعضو في الحزب الليبرالي، مشيرًا إلى أن قراره جاء ضمن عملية المصالحة داخل الحزب. تولى الممثل روجي ياتو باري منصب الرئيس خلفًا له.

## الحياة الشخصية
ينتمي بيليتي إلى عرقية الماندينغو ويعتنق الديانة الإسلامية. يُعرف بارتباطه الوثيق بشؤون مجتمعه، سواء في مجال الأعمال أو السياسة.